# Oleh Sencov
Oleh Hennadijovyč Sencov (ukrajinsky Олег Геннадійович Сенцов, rusky Олег Геннадьевич Сенцов, Oleg Gennaďjevič Sencov, * 13. července 1976, Simferopol, Krymská oblast, Ukrajinská SSR) je ukrajinský režisér ruské národnosti a občanský aktivista.
Sacharovova cena za svobodu myšlení - 2018

## Život

### Dětství a studia
Narodil se 13. července 1976 v Simferopolu, hlavním městě Krymské oblasti tehdejší Ukrajinské SSR. Studoval nejprve na Kyjevské státní ekonomické univerzitě.

### Občanská aktivita a obvinění z terorismu
Oleg Sencov se aktivně podílel na akcích hnutí Automajdan a stal se i odpůrcem připojení Krymu k Rusku. Po anexi poloostrova Ruskou federací se účastnil demonstrací a byl jedním z aktivistů zatčených v květnu 2014 ruskou FSB.
Po zatčení byli členové skupiny obviněni z členství v ukrajinské nacionalistické straně Pravý sektor, v Rusku zařazené mezi teroristické organizace. Obžaloba je dále vinila ze zapálení kanceláří Ruské obce Krymu a místní pobočky strany Jednotné Rusko, ze záměru vyhodit do povětří památník Vladimira Iljiče Lenina a z přípravy teroristických činů na Krymu. Podle soudních záznamů se místní FSB o skupině dozvěděla poté, co se její člen Alexej Čirnij - ve snaze o získání bomby - obrátil na kamaráda-chemika Alexandra Pirogova, který upozornil policii.
Podle samotného Sencova byla všechna obvinění smyšlená. Popíral, že by kdy patřil ke straně Pravý sektor, nebo že by na Krymu zakládal její novou buňku. Pravý sektor jeho slova potvrdil - vydal prohlášení, že není ani nebyl členem strany. Oleg Sencov také odmítal, že by se podílel na žhářských útocích v sídlech Ruské obce Krymu a Jednotného Ruska. Nesouhlasil ani s obviněním, že chystal odpálení Leninova památníku a památníku s věčným ohněm a nezákonně držel zbraně a výbušniny. K činům se sice dříve přiznal, ale přiznání bylo podle něj vynuceno výhrůžkami a mučením. O údajném mučení promluvili i dva další obžalovaní – Gennadij Afanasjev a Alexandr Čirnij. Oba uvedli, že je vyšetřovatelé fyzicky týrali a Gennadij Afanasjev, který předtím potvrzoval, že patřil do teroristické skupiny vedené Sencovem, později vypověděl, že byl k tomuto tvrzení donucen. Za to, že obviní Sencova a dalšího obžalovaného aktivistu Oleksandra Kolčenka, měl také získat kratší a lehčí trest. Vyšetřovatelé odmítli prošetřovat, jestli k fyzickému nátlaku došlo nebo ne. Jizvy na těle Olega Sencova vysvětlili jeho údajnou zálibou v sadomasochistických praktikách. Poukazovali přitom na erotické pomůcky, jež byly nalezeny v jeho bytě.
Obžaloba opírala svá obvinění například o nálezy výbušnin a zbraní, které měly patřit Olegu Sencovovi, nebo je podle jeho pokynů měli pořizovat jiní členové skupiny. Jako další důkazy byla předložena telefonická nebo internetová data, která měla dokládat, že byl hlavní obviněný v kontaktu se zástupci Pravého sektoru. Důkazy, které by zaznamenávaly přímou účast Olega Sencova na trestných činech, předloženy nebyly. Obžaloba tvrdila, že Sencov nevystupoval přímo, ale prostřednictvím Afanasjeva a Čirného. Obhajoba jakákoli obvinění odmítala.

### Soud, věznění a hladovka
Vojenský soud vynesl rozsudek 25. srpna 2015 v jihoruském Rostově na Donu. Oleg Sencov byl odsouzen ke 20 letům vězení. S obviněním, soudem ani rozsudkem nesouhlasilo několik ruských, evropských a mezinárodních organizací. Veřejně ho zpochybnila například organizace Amnesty International, ruské hnutí Открытая Россия, nebo mimo jiné Ministerstvo zahraničních věcí České republiky. Nesouhlas vyjádřili i někteří světoví režiséři - Wim Wenders, Pedro Almodóvar, Agnieszka Holland a další.
Několik narážek na proces s Olegem Sencovem udělal i ruský performer Pjotr Pavlenskij. Pavlenskij se po svém uměleckém vystoupení Strach také zodpovídal před soudem a mj. požadoval, aby nebyl souzen za vandalismus, ale za teroristický čin, tak jako ukrajinský režisér.
Dne 14. května 2018 zahájil ve vězení ve městě Labytnangi časově neomezenou hladovku. Podmínkou jejího přerušení bylo propuštění všech ukrajinských politických vězňů na území Ruska. Šestadvacátý den hladovky byl kritický, Sencov byl převezen do nemocnice, kde byl jeho stav stabilizován. Od té doby dostával katetrem 3 až 4 litry výživy. Po měsících ale hladovku bez výsledku ukončil.

### Výměna vězňů 2019
19. července 2019 požádal nový prezident Ukrajiny Volodymyr Zelenskyj ruskou stranu o propuštění a výměnu Oleha Sencova za filmaře a novináře Kyryla Vyšinského, který byl tou dobou vězněn v Kyjevě. Z ruského vězení byl nakonec propuštěn se 34 dalšími Ukrajinci 7. září 2019. Stalo se tak během výměny 70 zajatců z obou stran konfliktu.

### Rodina
Sencov má s Natalií Kaplanovou 2 děti: dceru Alinu (* 2002) a syna Vladislava (*2004).

### V Praze
Ve dnech 3.-5. března 2020 Sencov navštívil Prahu na pozvání pořadatelů festivalu Jeden svět, na němž proslovil projev, přednášel také na FAMU.

## Tvorba

### Filmová režie
Svůj první krátký film Den jako stvořený pro banánové rybičky natočil v roce 2008. Ve tvorbě krátkometrážních filmů pokračoval i v následujícím roce, kdy vznikl jeho druhý snímek Roh býka.
Roku 2011 natočil svůj zatím jediný celovečerní film Gamer (rusky Гамер, „Hráč“) o hráči počítačových her, který skončí druhý na mistrovství světa. Film se účastnil několika zahraničních festivalů - například festivalu v Rotterdamu (Nizozemsko) a festivalu v Chanty-Mansijsku (Rusko). Zde získal cenu asociace filmových vědců a kritiků a na festivalu v Oděse mu byla udělena speciální cena poroty.